# Honda Grand Prix of Saint Petersburg 2009
Honda Grand Prix of Saint Petersburg 2009 var ett race som var säsongspremiären i IndyCar Series 2009. Racet kördes den 5 april på Saint Petersburgs gator. Ryan Briscoe hade en lyckad strategi, och kunde ta sig fram i startfältet vartefter racet pågick. På den sista omstarten körde han om ledaren Justin Wilson, och kunde därefter ta hem segern. I samband med nästa omstart tog sig Ryan Hunter-Reay förbi Wilson, vilket gav honom andraplatsen, medan Wilson slutade trea. 2007 års mästare Dario Franchitti gjorde IndyCar-comeback med en fjärde plats. Regerande mästaren Scott Dixon hade en mindre lyckad dag, och var långt efter innan han kraschade. 2008 års tvåa Hélio Castroneves missade tävlingen i väntan på en friande dom i en skattehärva där han stod åtalad.

## Slutresultat
| Plats | Förare           | Team                     | Grid | Kvaltid  |
| ----- | ---------------- | ------------------------ | ---- | -------- |
| 1     | Ryan Briscoe     | Team Penske              | 4    | 1.02,569 |
| 2     | Ryan Hunter-Reay | Vision Racing            | 14   | 1.03,022 |
| 3     | Justin Wilson    | Dale Coyne Racing        | 2    | 1.02,460 |
| 4     | Dario Franchitti | Chip Ganassi Racing      | 5    | 1.05,692 |
| 5     | Tony Kanaan      | Andretti Green Racing    | 3    | 1.02,530 |
| 6     | Will Power       | Team Penske              | 6    | 1.02,736 |
| 7     | Graham Rahal     | Newman/Haas Racing       | 1    | 1.02,411 |
| 8     | Darren Manning   | Dreyer & Reinbold Racing | 10   | 1.03,303 |
| 9     | Vitor Meira      | Panther Racing           | 17   | 1.02,913 |
| 10    | Alex Tagliani    | Conquest Racing          | 7    | 1.02,695 |
| 11    | Robert Doornbos  | Newman/Haas Racing       | 13   | 1.02,793 |
| 12    | Stanton Barrett  | Team 3G                  | 21   | 1.06,593 |
| 13    | Marco Andretti   | Andretti Green Racing    | 18   | 1.03,365 |
| 14    | Dan Wheldon      | Panther Racing           | 11   | 1.03,473 |
| 15    | Hideki Mutoh     | Andretti Green Racing    | 19   | 1.03,330 |
| 16    | Scott Dixon      | Chip Ganassi Racing      | 8    | 1.02,989 |
| 17    | Ernesto Viso     | HVM Racing               | 16   | 1.03,060 |
| 18    | Ed Carpenter     | Vision Racing            | 22   | 1.04,241 |
| 19    | Danica Patrick   | Andretti Green Racing    | 15   | 1.08,826 |
| 20    | Raphael Matos    | Luczo Dragon Racing      | 9    | 1.03,134 |
| 21    | Mário Moraes     | KV Racing Technology     | 20   | 1.03,452 |
| 22    | Mike Conway      | Dreyer & Reinbold Racing | 12   | -        |